# کلود گوییو
کلود گوییو (فرانسوی: Claude Guyot‎؛ زادهٔ ۱۶ ژانویهٔ ۱۹۴۷) دوچرخه‌سوار اهل فرانسه است.
وی در مسابقات کشوری و بین‌المللی در مجموع برندهٔ ۱ مدال نقره شده‌است.